# Ameer Abdullah
Ameer Abdullah (Homewood, Alabama, 13 de junio de 1993) es un jugador profesional estadounidense de fútbol americano que se desempeña en la posición de running back en Las Vegas Raiders, equipo de la National Football League (NFL).

## Carrera
Fue seleccionado en la segunda ronda en la Reunión Anual de Selección de Jugadores de la NFL de 2015. Hizo su debut profesional con el equipo Detroit Lions, en el cual jugó cuatro temporadas (2015-2018), después pasó a Minnesota Vikings (2018-2021), posteriormente a Carolina Panthers (2021-2022), luego a Las Vegas Raiders, donde lleva jugando dos temporadas.